# George Cipăianu
George Cipăianu (n. 8 martie 1942, comuna Papiu Ilarian, județul Mureș -d. 24 mai 2025, Cluj-Napoca) a fost un istoric român, profesor universitar, publicist.

## Viața și activitatea
George Cipăianu s-a născut la data de 8 martie 1942 în comuna Papiu Ilarian din județul Mureș. Studiile medii le-a susținut la Cluj, iar cele universitare la Iași și Cluj (1967). Acesta a fost cercetător științific la Institutul de istorie și arheologie din Cluj (din 1967). A fost un cercetător al istoriei moderne a României, preocupându-se de cercetarea istoriei politice, precum și a presei românești în a doua jumătate a sec. XIX. A fost colaborator la lucrările documentare ce se axau pe problema națională românească în Imperiul Habsburgic. Ulterior, a desfășurat cercetări legate de perioada interbelică și a celui de Al Doilea Război Mondial.

## Opera
Lucrări:
- Bibliografia istorică a României I, 1944-1969, București, 1970.
- Din activitatea "Astrei" în 1861 și 1862 (până la a doua adunare generală), în SUBB, 1971, 2, p. 63-78.
- "Astra" și oficialitatea maghiară la începutul anului 1918, în AIIC, XV (1972), p. 355-371.
- Ziarul "Albina", apariție, colaboratori, orientare generală, în AMN X (1973), p. 313-329.
- Vicențiu Babeș, activitate parlamentară între 1861-1868, în AIIC, XVI (1973), p. 167-188.
- Mărturii documentare despre starea de spirit și politica românilor ardeleni (septembrie 1865 - mai 1867), ibidem, XVII (1974), P. 291-304.